# Pan-Amerikaanse Spelen 1995
De twaalfde Pan-Amerikaanse Spelen werden gehouden in 1995 in Mar del Plata, Argentinië.

## Medaillespiegel
| Medaillespiegel Pan-Amerikaanse Spelen 1995 | Medaillespiegel Pan-Amerikaanse Spelen 1995 | Medaillespiegel Pan-Amerikaanse Spelen 1995 | Medaillespiegel Pan-Amerikaanse Spelen 1995 | Medaillespiegel Pan-Amerikaanse Spelen 1995 | Medaillespiegel Pan-Amerikaanse Spelen 1995 |
| ------------------------------------------- | ------------------------------------------- | ------------------------------------------- | ------------------------------------------- | ------------------------------------------- | ------------------------------------------- |
| Plaats                                      | Land                                        | Goud                                        | Zilver                                      | Brons                                       | Totaal                                      |
| 1                                           | Verenigde Staten                            | 170                                         | 145                                         | 110                                         | 425                                         |
| 2                                           | Cuba                                        | 112                                         | 66                                          | 60                                          | 238                                         |
| 3                                           | Canada                                      | 47                                          | 61                                          | 69                                          | 177                                         |
| 4                                           | Argentinië                                  | 40                                          | 45                                          | 74                                          | 159                                         |
| 5                                           | Mexico                                      | 23                                          | 20                                          | 37                                          | 80                                          |
| 6                                           | Brazilië                                    | 18                                          | 27                                          | 37                                          | 82                                          |
| 7                                           | Venezuela                                   | 9                                           | 14                                          | 25                                          | 48                                          |
| 8                                           | Colombia                                    | 5                                           | 15                                          | 28                                          | 48                                          |
| 9                                           | Chili                                       | 2                                           | 6                                           | 10                                          | 18                                          |
| 10                                          | Puerto Rico                                 | 1                                           | 9                                           | 12                                          | 22                                          |
| 11                                          | Uruguay                                     | 1                                           | 4                                           | 3                                           | 8                                           |
| 12                                          | Guatemala                                   | 1                                           | 1                                           | 6                                           | 8                                           |
| 13                                          | Dominicaanse Republiek                      | 1                                           | 1                                           | 5                                           | 7                                           |
| 14                                          | Nederlandse Antillen                        | 1                                           | 1                                           | 4                                           | 6                                           |
| 15                                          | Ecuador                                     | 1                                           | 1                                           | 3                                           | 5                                           |
| 16                                          | Peru                                        | 0                                           | 3                                           | 4                                           | 7                                           |
| 17                                          | Amerikaanse Maagdeneilanden                 | 0                                           | 3                                           | 0                                           | 3                                           |
| 18                                          | Jamaica                                     | 0                                           | 2                                           | 2                                           | 4                                           |
| 18                                          | Nicaragua                                   | 0                                           | 2                                           | 2                                           | 4                                           |
| 20                                          | Bahama's                                    | 0                                           | 2                                           | 1                                           | 3                                           |
| 21                                          | Panama                                      | 0                                           | 1                                           | 2                                           | 3                                           |
| 22                                          | Costa Rica                                  | 0                                           | 1                                           | 1                                           | 2                                           |
| 23                                          | Dominica                                    | 0                                           | 1                                           | 0                                           | 1                                           |
| 23                                          | El Salvador                                 | 0                                           | 1                                           | 0                                           | 1                                           |
| 23                                          | Panama                                      | 0                                           | 1                                           | 0                                           | 1                                           |
| 26                                          | Honduras                                    | 0                                           | 0                                           | 2                                           | 2                                           |
| 26                                          | Suriname                                    | 0                                           | 0                                           | 2                                           | 2                                           |
| 28                                          | Antigua en Barbuda                          | 0                                           | 0                                           | 1                                           | 1                                           |
| 28                                          | Bermuda                                     | 0                                           | 0                                           | 1                                           | 1                                           |
| 28                                          | Saint Vincent en de Grenadines              | 0                                           | 0                                           | 1                                           | 1                                           |
| Totaal                                      | Totaal                                      | 423                                         | 433                                         | 502                                         | 1367                                        |